# Disastro del Frejus
Il disastro del Frejus è un tragico episodio occorso la sera del 2 dicembre 1959 a seguito del crollo dello sbarramento della diga di Malpasset sul lago omonimo. Un'onda di circa 50 milioni di m³ scivolò dall'invaso, colpendo prima Malpasset e Bozon, villaggi posti a valle della diga, e poi Fréjus, cittadina a valle del Var. La tragedia provocò la morte di 421 persone, anche se si ritiene che il numero sia incerto.

## Dinamica
Negli ultimi mesi del 1959, il dipartimento del Var fu interessato da forti piogge che causarono ingenti danni in molte cittadine della Provenza. Il 1º dicembre 1959 gli sfioratori dello sbarramento di Malpasset erano pienamente funzionanti, anche se verso il pomeriggio il livello dell'acqua dell'invaso iniziò a salire notevolmente, ma comunque la situazione non venne presa in considerazione. Il 2 dicembre l'acqua del bacino aveva quasi raggiunto l'orlo, gli sfioratori iniziarono a danneggiarsi e di conseguenza la diga non fu più in grado di contenere ulteriore acqua.
Alle 21:13 del 2 dicembre 1959 nella diga si aprì una grossa falla che iniziò a far fuoriuscire un'enorme quantità di acqua. Il crollo della diga fu quasi immediato e l'invaso si svuotò quasi del tutto. L'onda che si generò a seguito del crollo conteneva all'incirca 50 milioni di m³ ed era alta 40 metri. Scivolando a valle ad una velocità pari a circa 70 km/h, l'onda colpì l'abitato di Malpasset, dove si lamentò quasi la totalità delle 421 vittime ufficialmente censite. Dopo aver distrutto il paese, l'acqua, seguendo il percorso del Reyran, toccò le case del borgo di Bozon, dove vi furono alcune vittime. L'onda, che era ancora alta 4 o 5 metri, quasi 20 minuti dopo il crollo arrivò a Fréjus, dove vi furono danni irreparabili agli edifici, alcune vittime e molti feriti. La furia dell'acqua terminò nella foce del Reyran nel Mar Mediterraneo.
La tragedia fu la più grave in Francia per quanto riguarda i disastri idrogeologici.

## Indagini
L'indagine si concluse attribuendo il crollo alla cattiva qualità del calcestruzzo, in particolare alla sua disomogeneità, impiegato nella costruzione della diga, completata e posta in esercizio solo dieci anni prima. Ulteriore concausa furono le violente piogge abbattutesi nei giorni precedenti l'evento sulla Costa Azzurra. Le acque piovane ebbero modo di infiltrarsi sotto le fondazioni poiché, allorché furono condotte le sommarie indagini geologiche preliminari che risultano dagli atti giudiziari, le rocce sulle quali queste poggiavano si rivelarono permeabili assai più di quanto stimato.

## Associazione Vittime del Fréjus
L'Associazione vittime del Fréjus, fondata qualche tempo dopo il disastro, si impegna tutt'oggi a far luce sulla verità della tragedia di Malpasset, indagando anche su chi e che cosa abbiano causato il crollo della diga e della morte di 421 persone.